# Carsta Genäuß
Carsta Genäuß (Dresden, 30 november 1959) is een Oost-Duitse kanovaarster.
Genäuß won tijdens de Olympische Zomerspelen 1980 de gouden medaille in de K2 500m samen met Martina Bischof.
Genäuß werd zeven keer wereldkampioen in verschillende categorieën.

## Belangrijkste resultaten

### Olympische Zomerspelen
| Editie | Plaats | Resultaten |
| ------ | ------ | ---------- |
| 1980   | Moskou | K2 500m    |

### Wereldkampioenschappen vlakwater
| Jaar | Plaats     | Resultaten        |
| ---- | ---------- | ----------------- |
| 1978 | Beograd    | K4 500m           |
| 1981 | Nottingham | K2 500m · K4 500m |
| 1981 | Tampere    | K2 500m · K4 500m |
| 1985 | Mechelen   | K2 500m · K4 500m |

1960: Antonina Seredina & Maria Sjoebina ·
1964: Roswitha Esser & Annemarie Zimmermann ·
1968: Roswitha Esser & Annemarie Zimmermann ·
1972: Jekaterina Koerysjko & Ljoedmila Pinajeva-Chvedosjoek ·
1976: Nina Gopova & Galina Kreft ·
1980: Martina Bischof & Carsta Genäuß ·
1984: Agneta Andersson & Anna Olsson ·
1988: Anke Nothnagel & Birgit Schmidt-Fischer ·
1992: Ramona Portwich & Anke von Seck-Nothnagel ·
1996: Agneta Andersson & Susanne Gunnarsson-Wiberg ·
2000: Birgit Fischer & Katrin Wagner-Augustin ·
2004: Natasa Janics & Katalin Kovács ·
2008: Natasa Janics & Katalin Kovács ·
2012: Tina Dietze & Franziska Weber ·
2016: Danuta Kozák & Gabriella Szabó ·
2020: Lisa Carrington & Caitlin Regal ·
2020: Lisa Carrington & Alicia Hoskin
- Gemeinsame Normdatei: 1253551227
- Virtual International Authority File: 3255164782050808600002